# جوردن بروير
جوردن بروير (بالإنجليزية: Jordan Brower)‏ مواليد 14 أكتوبر 1981 في لومبوك، سانتا باربارا، كاليفورنيا، هو ممثل سينمائي أميركي، بدأ مسيرته الفنية عام 1995.

## السيرة الذاتية
ولد جوردن في لومبوك، كاليفورنيا. لكنه انتقل إلى تكساس في وقت مبكر من عمره. هناك حصل على مارس لأول مرة التمثيل، عندما أبلغ طاقم فِلم «ذا بيغ غرين» نتائج اختبار الأداء ليحصل على دور قيادي من بعد ذلك.
مثل بروير في دور مساعد في سلسلة هيئة الإذاعة الأمريكية "تي جي أي إف" و""تين أنجيل" وعمل أيضًا في "سوشيال ستاديز" مسلسل تلفزيوني كوميديقصير يروي تفاصيل حياة أطفال في مدرسة داخلية. منذ ذلك الحين قدم عدة أدوار ثانوية لعل أبرزها كان فِلم سبيدوي جانكي مع جيسي برادفورد وداريل هانا، جسد جوردن دور "اريك" مثلي جنس محتال في لاس فيغاس الذي يقع في حب "جوني" الذي يلعب دوره برادفورد.
صورّ الفِلم سنة 1998، لكنه لم يعرض إلا في أغسطس 2001.

## فيلموغرافيا
| السنة | الاسم                           | الدور         | ملاحظات |
| 2011  | كيلير سكول غيرلز فروم أوتِر سبيس | ستيف          | [ 4 ]   |
| 2008  | أوتريج                          | دوك           | [ 4 ]   |
| 2008  | هيليتسفيل                       | مارك          | [ 4 ]   |
| 2005  | شكسبيرس سونتس                   | أرون          | [ 4 ]   |
| 2001  | تكساس رينجرز                    | جيك دونيسون   | [ 4 ]   |
| 2000  | هيلد فور رانسوم                 | بروس كبرتلاند | [ 4 ]   |
| 1998  | سبيدواي جانكي                   | اريك          | [ 4 ]   |
| 1996  | فورست ووريَر                     | بريان أندرسون | [ 4 ]   |
| 1996  | ستيكس أند ستونز                 | هايز          | [ 4 ]   |
| 1995  | ذا بيغ غرين                     | نيك أندرسون   | [ 4 ]   |

## وصلات خارجية
- جوردن بروير على موقع IMDb (الإنجليزية)
- جوردن بروير على موقع ألو سيني (الفرنسية)
- جوردن بروير على موقع أول موفي (الإنجليزية)
- جوردن بروير على موقع قاعدة بيانات الفيلم (الإنجليزية)
- جوردن بروير على موقع كينوبويسك (الروسية)